# Gy-les-Nonains
Gy-les-Nonains ist eine französische Gemeinde mit 603 Einwohnern (Stand 1. Januar 2022) im Département Loiret in der Region Centre-Val de Loire. Sie gehört zum Arrondissement Montargis und zum Gemeindeverband Cléry, Betz et l’Ouanne. Die Bewohner nennen sich Gyssois.

## Geografie
Die Gemeinde Gy-les-Nonains liegt in der Landschaft Gâtinais orléanais, etwa 100 Kilometer südlich von Paris. Der Fluss Ouanne markiert die nördliche, der Loing die westliche Gemeindegrenze. Die Landschaft der 20,13 km² umfassenden Gemeinde ist wenig reliefiert, von großen Ackerflächen, Auwäldern an den Flussläufen und wenigen kleinen Waldgebieten geprägt. Das einzig nennenswerte Waldgebiet ist der Forst La Garenne im Westen der Gemeinde. Hier wird mit 139 m über dem Meer der höchste Punkt in der Gemeinde erreicht. Zur Gemeinde gehören neben dem namengebenden Dorf die Ortsteile La Grange Chartier, Maugelus und Les Comtes sowie zahlreiche kleine Weiler und Einzelhöfe. Umgeben wird Gy-les-Nonains von den Nachbargemeinden Saint-Germain-des-Prés im Norden, Château-Renard im Osten, La Chapelle-sur-Aveyron im Süden sowie Montcresson und Conflans-sur-Loing im Westen.

## Bevölkerungsentwicklung
| Jahr      | 1962 | 1968 | 1975 | 1982 | 1990 | 1999 | 2011 | 2021 |
| --------- | ---- | ---- | ---- | ---- | ---- | ---- | ---- | ---- |
| Einwohner | 523  | 474  | 381  | 404  | 565  | 607  | 648  | 606  |

Im Jahr 1872 wurde mit 794 Bewohnern die bisher höchste Einwohnerzahl ermittelt. Die Zahlen basieren auf den Daten von cassini.ehess und INSEE.

## Sehenswürdigkeiten
- Kirche Saint-Sulpice mit einer Bronzeglocke aus dem Jahr 1771, als Monument historique ausgewiesen[3]
- Moulin de Vaux (Wassermühle)
- Schloss Changy (Château de Changy)
- Taubenschlag

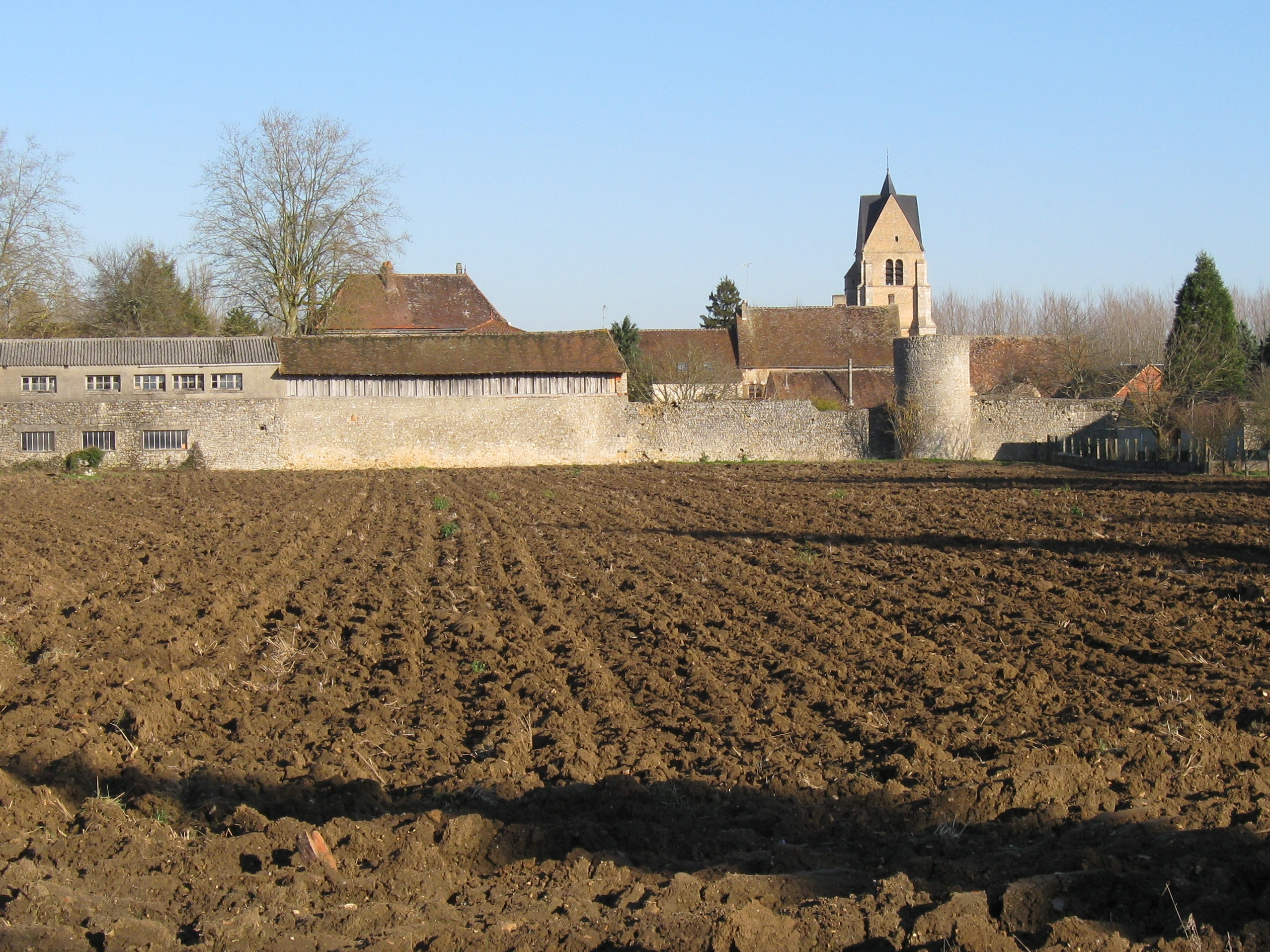
Kloster Gloire-Dieu
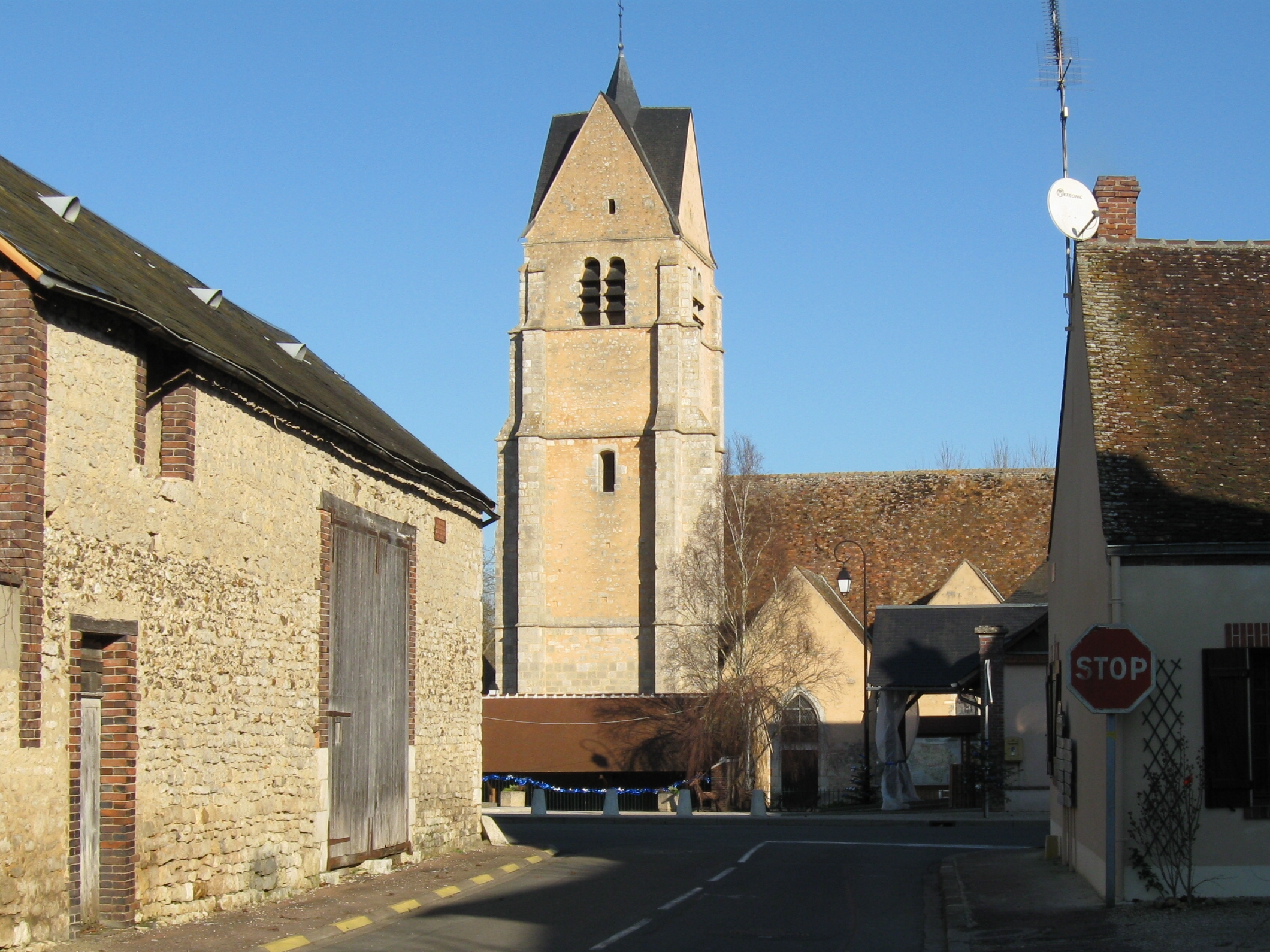
Kirche Saint-Sulpice
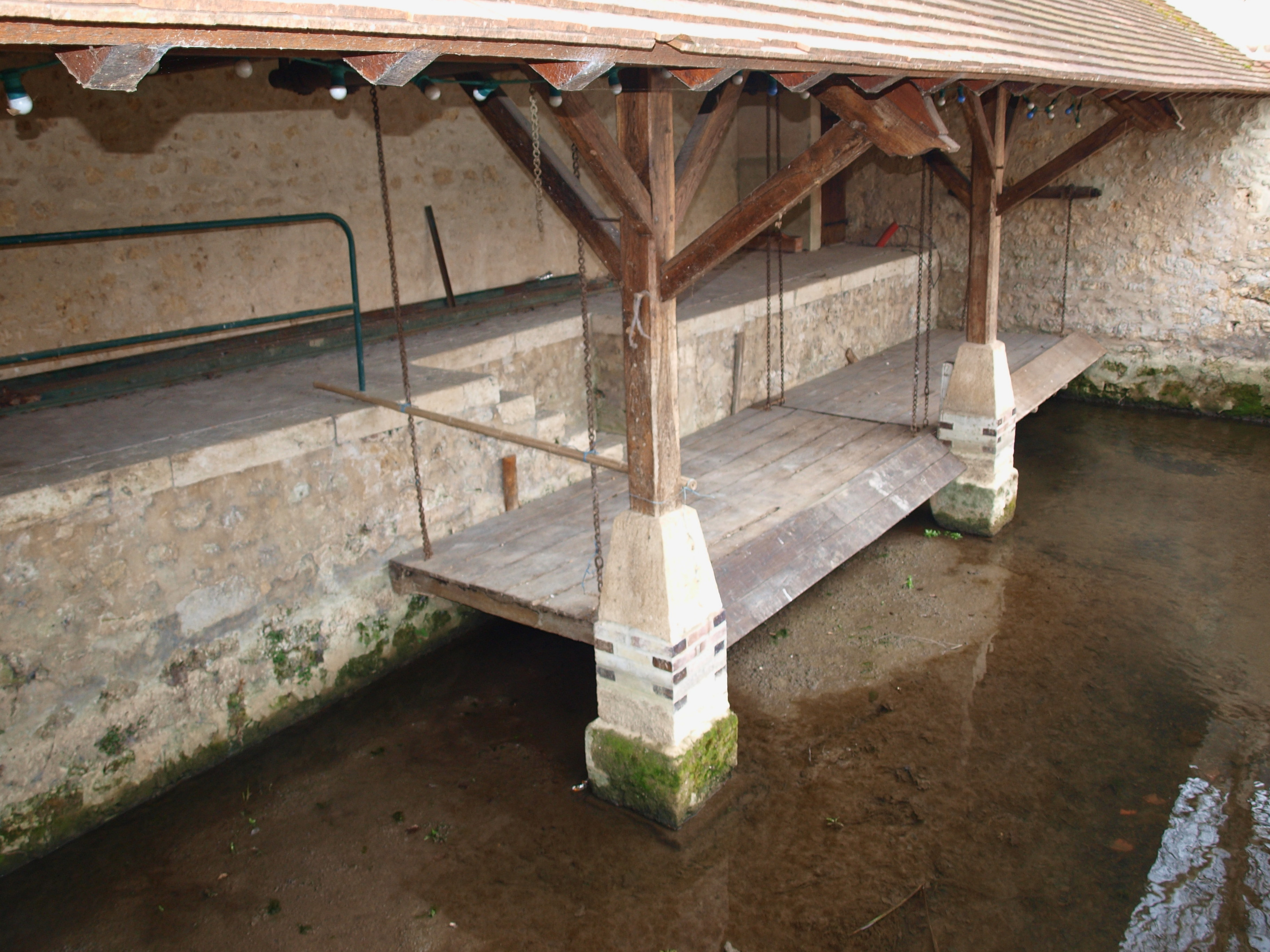
Lavoir
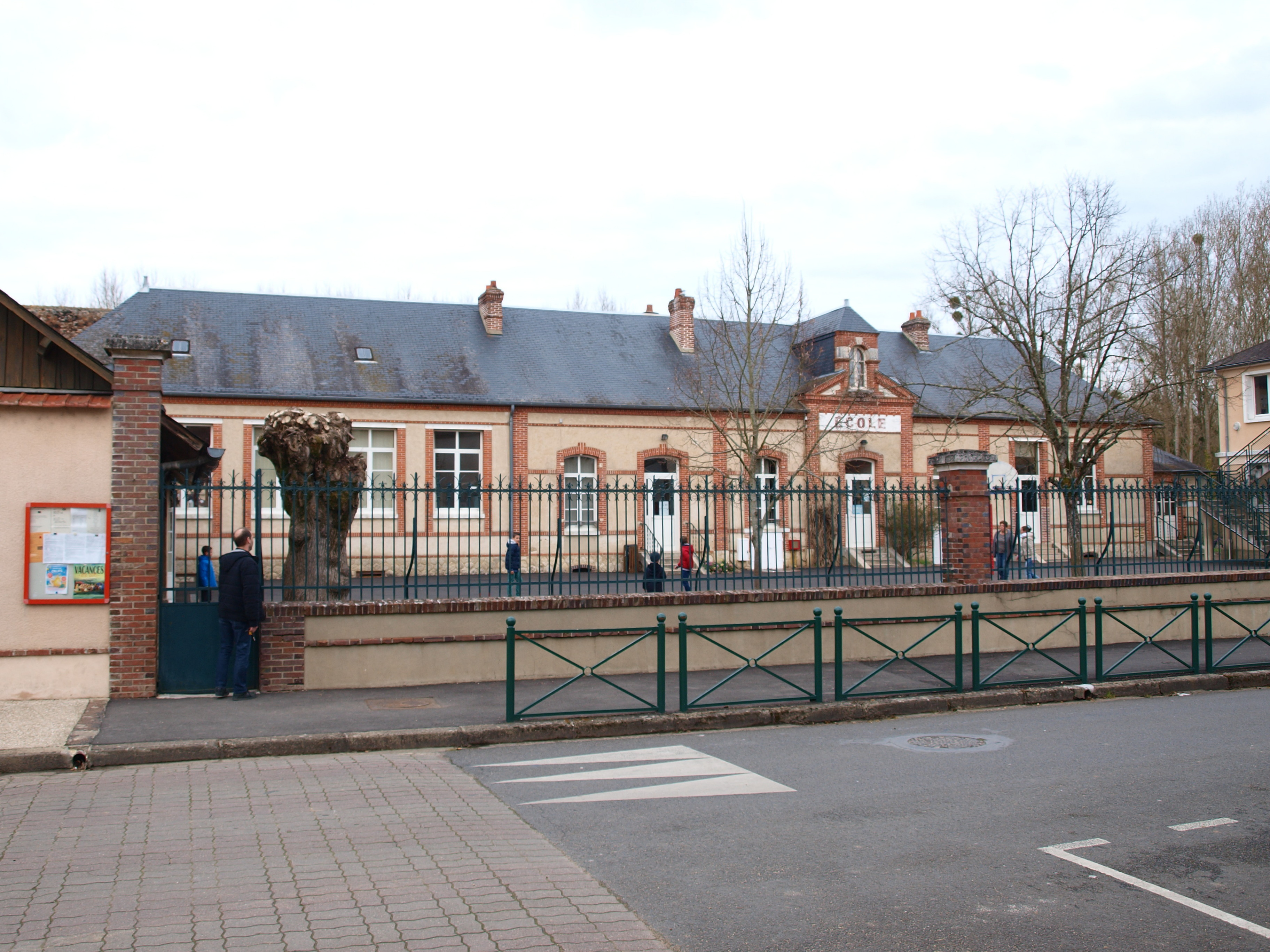
Schule
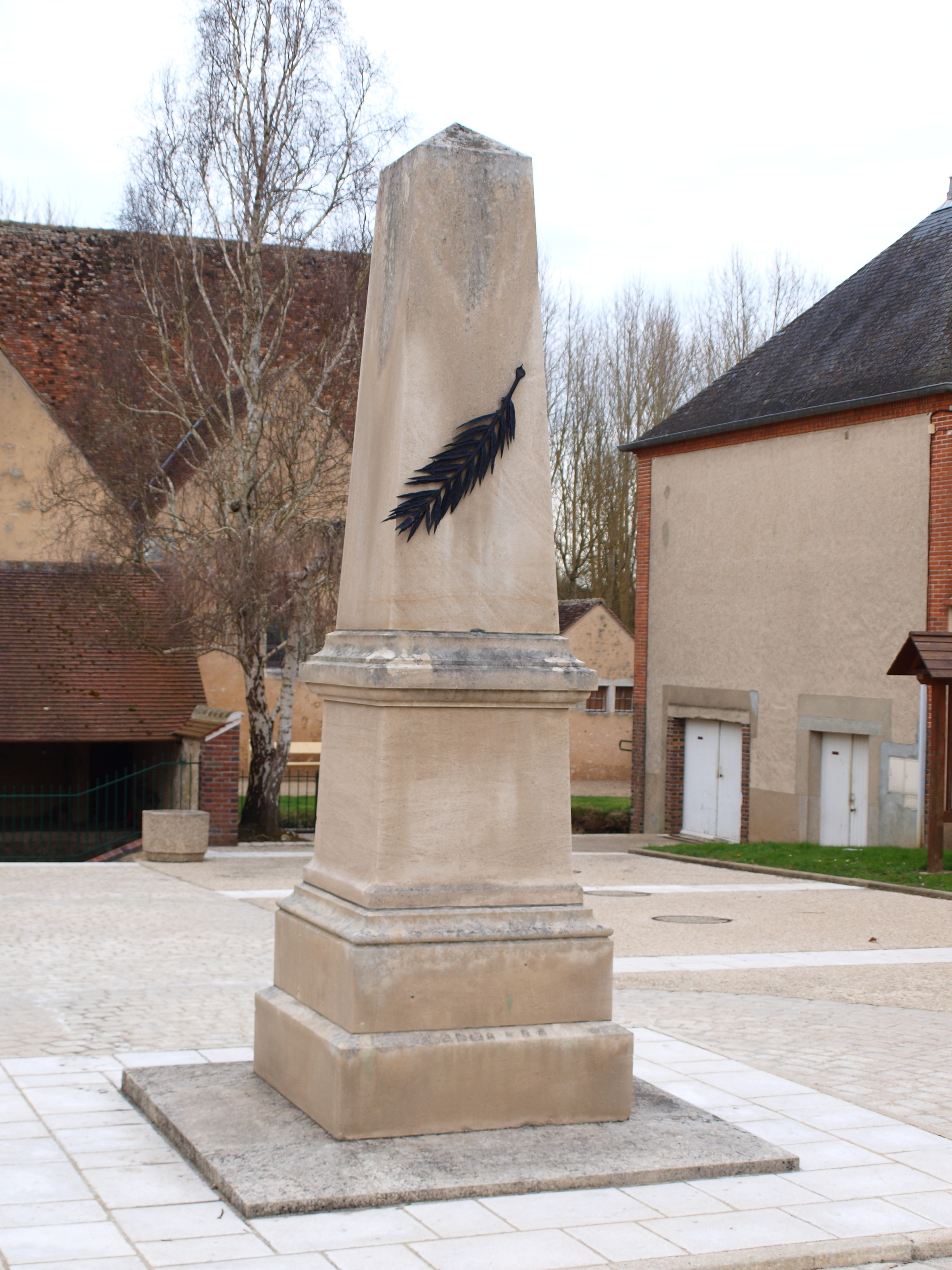
Gefallenendenkmal

## Wirtschaft und Infrastruktur
In der Gemeinde Gy-les-Nonains sind elf Landwirtschaftsbetriebe ansässig (Anbau von Getreide, Hülsenfrüchten und Ölsaaten, Milchviehhaltung).
Unmittelbar nördlich von Gy-les-Nonains verläuft die Fernstraße D 943 von Montargis nach Joigny. Nahe der zehn Kilometer entfernten Stadt Montargis bestehen Anschlüsse an die Autoroute A 19 und die Autoroute A 77. In Montargis befindet sich auch der nächstgelegene Bahnhof.

## Belege
1. ↑  Gy-les-Nonains auf cassini.ehess
2. ↑  Gy-les-Nonains auf INSEE
3. ↑  Eintrag in der Base Mérimée des Kulturministeriums. Abgerufen am 12. Februar 2015 (französisch)
4. ↑  Landwirtschaftsbetriebe auf annuaire-mairie.fr (französisch)